# 谢云晖
谢云晖（1913年—2002年），中国人民解放军将领、中国人民解放军开国少将。
曾任中国人民解放军20军政委。1955年，授予中国人民解放军少将。